# Muzeum sztuki w Reykjavíku

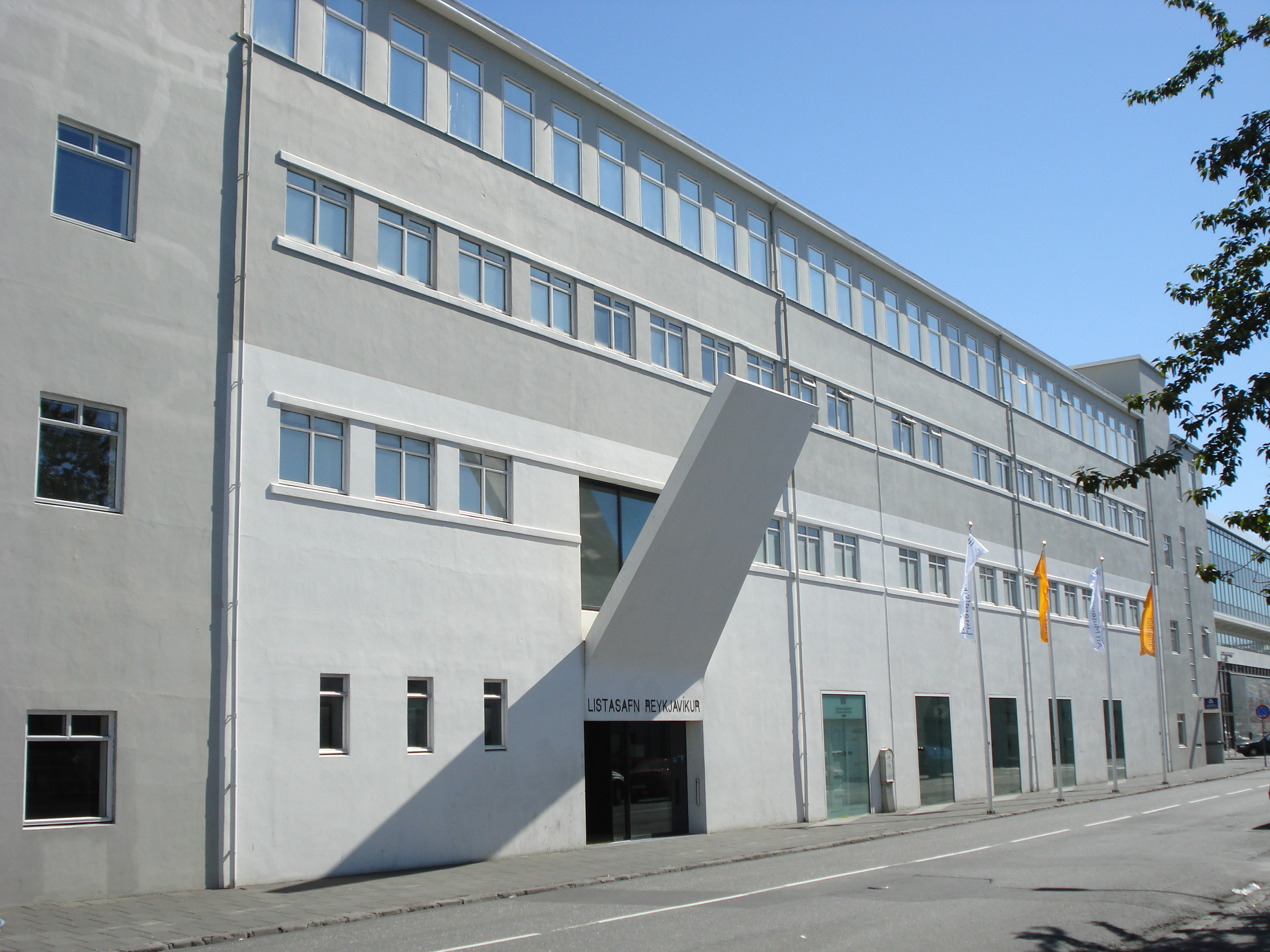
Hafnarhús

Muzeum Sztuki w Reykjaviku (isl. Listasafn Reykjavíkur) – największa instytucja sztuki wizualnej na Islandii, położona w stolicy Reykjavik, założona w 1973 roku. Muzeum zajmuje trzy lokalizacje: Hafnarhús przy starym porcie, Kjarvalsstaðir przy Klambratún i Ásmundarsafn w Laugardalur.

## Informacje ogólne
Muzeum posiada najbogatszą kolekcję dzieł sztuki na Islandii. Kompletna kolekcja zawiera około siedemnaście tysięcy dzieł sztuki. Na powierzchni o wielkości ponad 3000 metrów kwadratowych co roku odbywa się ponad 20 wystaw, które rozciągają się od czasów historycznych po współczesne. W muzeum regularnie wystawiane są prace trzech najbardziej znanych islandzkich artystów: Erró, Kjarval i Ásmundur Sveinsson. To także miejsce rozwoju przyszłych talentów i młodych artystów.
W Muzeum Reykjaviku corocznie odbywa się wiele wydarzeń kulturalnych, od wykładów po rozmaite koncerty. Ponadto bierze ono czynny udział w projektach lub festiwalach, takich jak: Noc Muzeów, Reykjavicki Festiwal Sztuki, DesignMarch i Noc Kultury. Muzeum posiada bogaty wybór programów dla zwiedzających, rodzin lub uczniów na wszystkich poziomach edukacji, jak również zorganizowane wycieczki z przewodnikiem.

### Hafnarhús
To najnowsza część muzeum, która została odnowiona przez architektów Studio Grandi w latach 1998–2000. Wcześniej budynek ten pełnił funkcję magazynu portowego, który znajduje się w najstarszej części Reykjaviku. Podczas remontu starano zachować się jak najwięcej z jego oryginalnej architektury.
W tej części muzeum znajduje się sześć galerii, w których przez cały czas wystawiane są prace z kolekcji islandzkiego pop-artysty Erró (ur. 1932).

### Kjarvalsstaðir
Ta część funkcjonuje od 1973 roku. Nazwa pochodzi od jednego z najpopularniejszych narodowych malarzy, Jóhannes Sveinsson Kjarval (1885–1972). Jego prace znajdują się właśnie w tym budynku i są dostępne przez cały rok. Budynek otoczony jest ogrodem Klambratún i znajduje się w niewielkiej odległości od centrum Reykjavíku. Jest pierwszym tego typu obiektem na Islandii, który został specjalnie zaprojektowany na wystawy sztuk wizualnych.

### Ásmundrsafn
Tę część otworzono w 1983 roku i została poświęcona islandzkiemu rzeźbiarzowi Ásmundurowi Sveinssonowi (1893–1982). W budynku można zobaczyć całokształt pracy Sveinssona, prezentowany tematycznie, a także prace innych artystów. Muzeum otacza ogród rzeźb artysty, który pozostaje otwarty dla odwiedzających przez cały rok. Ta część muzeum znajduje się w zielonej dzielnicy Laugardalur.